# William Blandowski
Wilhelm von Blandowski (21 janvier 1822, Gleiwitz, province de Silésie / royaume de Prusse - 18 décembre 1878, Bunzlau, province de Silésie) est un zoologue allemand qui fut le premier scientifique à être engagé par le Muséum de l'État de Victoria.

## Biographie
En 1856 et 1857, il fut chargé, en compagnie de Gerard Krefft (1830-1881), d'explorer les abords des fleuves Murray et Darling et de dresser une liste des différents oiseaux et mammifères qui s'y trouvaient. Au cours de leur expédition, ils recueillirent 17 400 spécimens et identifièrent un grand nombre de nouvelles espèces.
Membre de la Société royale de l'État de Victoria, il en fut suspendu après avoir attribué à des espèces de poissons des noms de ses collègues avec des descriptions un peu « humoristiques » du genre : « poisson au front bas, au ventre proéminent et au dos voûté ».